# Trocaire College
Il Trocaire College è un'università privata di indirizzo cattolico con sede a Buffalo, nello stato americano di New York.
Il Sancta Maria College fu fondato nel 1958 dalle suore della misericordia per la formazione delle religiose della congregazione. Le prime studentesse esterne all'istituto furono ammesse nel 1965 e nel 1972 i corsi furono aperti anche a studenti di sesso maschile. Prese il nome di Trocaire College nel 1967 perché in lingua irlandese (le suore della misericordia furono fondate in Irlanda) "trócaire" significa "misericordia".